# Broticosia paramonovi
Broticosia paramonovi là một loài ruồi trong họ Asilidae. Broticosia paramonovi được Hull miêu tả năm 1962. Loài này phân bố ở miền Australasia.